# سوفي وارد
سوفي وارد (بالإنجليزية: Sophie Ward)‏ (و. 1964 – م) هي ممثلة، من المملكة المتحدة، ولدت في لندن.

## التعليم
تعلمت في الجامعة المفتوحة.

## وصلات خارجية
- سوفي وارد على موقع IMDb (الإنجليزية)
- سوفي وارد على موقع ألو سيني (الفرنسية)
- سوفي وارد على موقع أول موفي (الإنجليزية)
- سوفي وارد على موقع قاعدة بيانات الأفلام السويدية (السويدية)
- سوفي وارد على موقع إن إن دي بي (الإنجليزية)
- سوفي وارد على موقع قاعدة بيانات الفيلم (الإنجليزية)
- سوفي وارد على موقع كينوبويسك (الروسية)